# فيلي هاك
فيلي هاك (بالفرنسية: Willie Huck)‏ هو لاعب كرة قدم فرنسي، ولد في 17 مارس 1979 في باريس في فرنسا. لعب مع نادي أرسنال ونادي أنجيه ونادي بورنموث ونادي تولون ونادي مونتلوكون.

## وصلات خارجية
- فيلي هاك على موقع رابطة كرة القدم الفرنسية للمحترفين (الإنجليزية)
- فيلي هاك على موقع قاعدة بيانات كرة القدم.إي يو (الإنجليزية)
- فيلي هاك على موقع Soccerbase.com (لاعب) (الإنجليزية)